# Empodisma minus
Empodisma minus är en gräsväxtart som först beskrevs av Joseph Dalton Hooker, och fick sitt nu gällande namn av Lawrence Alexander Sidney Johnson och D.F.Cutler. Empodisma minus ingår i släktet Empodisma och familjen Restionaceae. Inga underarter finns listade i Catalogue of Life.